# Tom Courtney
Tom Courtney, celým jménem Thomas William Courtney (17. srpna 1933 Newark, New Jersey, USA – 22. srpna 2023) byl americký atlet, běžec na 400 a 800 metrů, dvojnásobný olympijský vítěz z roku 1956.
Na olympiádě v Melbourne v roce 1956 v cílové rovince ve finále běhu na 800 metrů svedl urputný souboj s Angličanem Derekem Johnsonem a nakonec zvítězil o 13 setin sekundy v novém olympijském rekordu 1:47,7. Po doběhu do cíle zůstal ležet vyčerpaný na zemi, takže ceremoniál s předáním medailí bylo třeba odložit o hodinu, aby se ho mohl zúčastnit. Na stejné olympiádě získal druhou zlatou medaili v běhu 4×400 metrů. Členy vítězné štafety USA byli kromě něj Charles Jenkins, Louis Jones a Jesse Mashburn.
Zemřel 22. srpna 2023 v Naplesu na amyloidosis ve věku 90 let.